# Jule Niemeier
Jule Niemeier (n. 12 august 1999) este o tenismenă profesionistă germană. În noiembrie 2022, ea a atins cel mai bun clasament al ei în simplu, locul 61 mondial. A câștigat patru titluri la simplu pe circuitul ITF. Se pregătește la centrul de antrenament al Federației Germane de Tenis din Regensburg, unde lucrează cu Michael Geserer și Matthias Mischka. În martie 2022, Christopher Kas a devenit antrenorul său principal.
Ea și-a făcut debutul în echipa Germaniei de Fed Cup în 2021 într-un duel împotriva Cehiei, în care ea și Anna-Lena Friedsam au fost învinse de Hradecká și Siniaková în jocul de dublu. Cehii au câștigat întîlnirea cu 2:1. Până în noiembrie 2022, ea a jucat două meciuri internaționale în competiție, cu un record de 0–0 la simplu și 1–1 la dublu.